# Batalla de Dai Do
La batalla de Dai Do, a veces referida como la batalla de Daido, también conocida como la batalla de Dong Ha, tuvo lugar del 30 de abril al 3 de mayo de 1968 en la provincia de Quang Tri durante la guerra de Vietnam. 

## Antecedentes
El río Cua Viet servía como línea de suministro vital para la 3.ª División de Marines en el norte de la provincia de Quang Tri, que se extendía desde la base estadounidense de Cu Viet hasta la base de combate de Dong Ha, que a su vez apoyaba las bases de Marines a lo largo de la Zona Desmilitarizada. : 18 
El área de Cua Viet formaba parte de la zona operativa de la operación Napoleón/Salina con el 1.º Batallón Anfibio Mecanizado (amphibious tractor o AMTRAC, por su acrónimo en inglés) responsable de asegurar la base de Cua Viet y sus alrededores. El 1.º Batallón AMTRAC tenía el control operativo de una rotación de batallones de infantería de Marines. : 38 

## Batalla

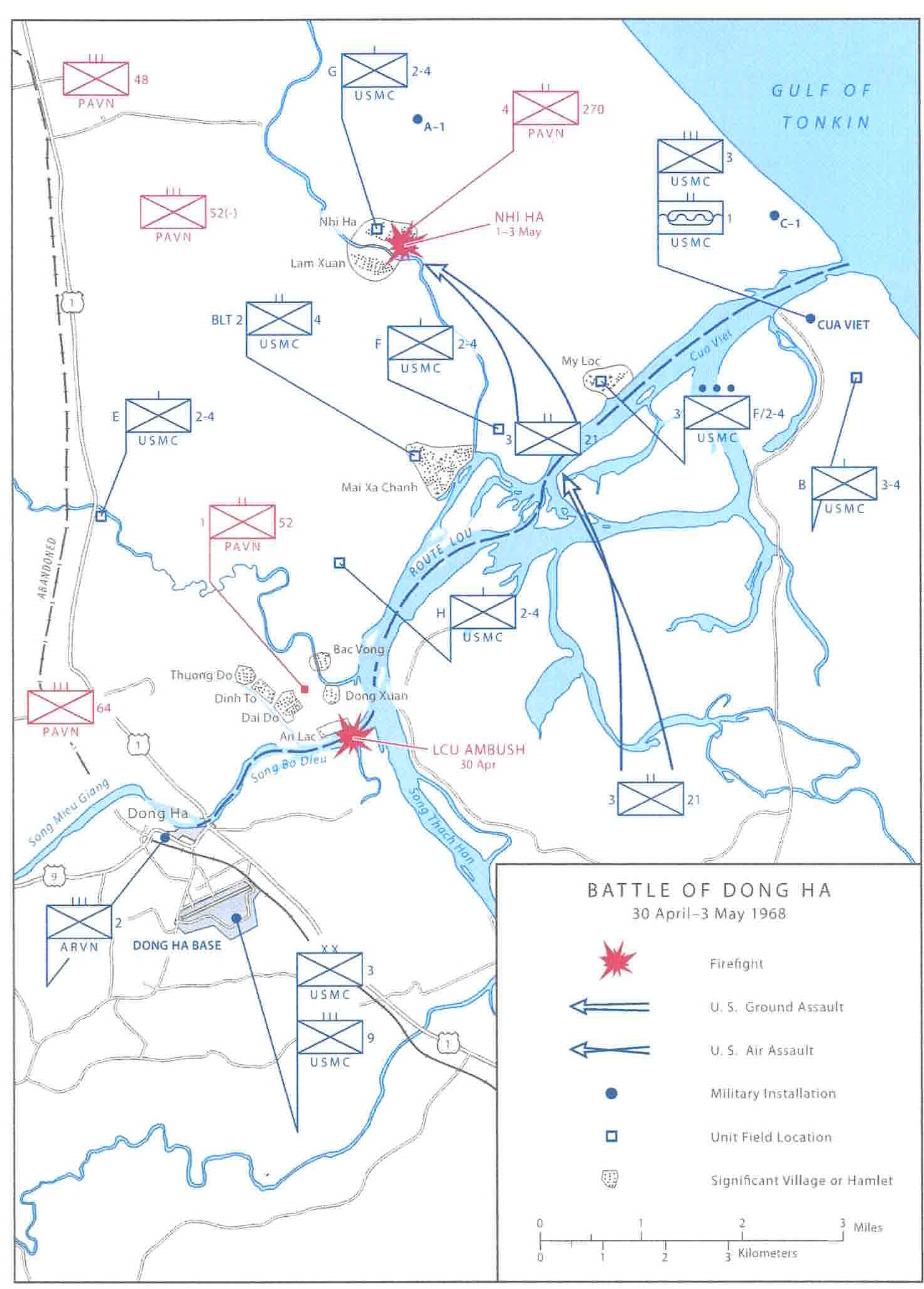
Batalla de Dai Do, 30 de abril - 3 de mayo de 1968.

A finales de abril, 4 batallones del Ejército Popular de Vietnam (EVN), incluidos dos batallones de la 320.ª División, se infiltraron más allá del 2.º Regimiento del Ejército de la República de Vietnam (ESV) para ocupar el área alrededor de Dai Do (16°50′28″N 107°06′40″E / 16.841, 107.111), 2.5 kilómetros al nordeste de Dong Ha. El EVN se trasladó a una serie de búnkeres preconstruidos que se apoyaban mutuamente y rodeados de alambre de espinos que habían sido construidos durante las semanas anteriores sin que el ESV, que era responsable de la seguridad en la zona, lo notara. : 294 
A las 03:30 del 30 de abril, el EVN en la aldea de An Loc (16°50′17″N 107°07′12″E / 16.838, 107.120) disparó sobre una patrullera fluvial de la Armada de los Estados Unidos, que devolvió el fuego y luego regresó a la base Dong Ha. A las 04:00, el EVN abrió fuego contra una lancha de desembarco causando graves daños y matando a un marinero. A las 07:00, se envió una patrulla de la Compañía H del 2.º Batallón del 4.º Regimiento de Marines que operaba al norte de Dai Do para explorar el área. : 294 
Se ordenó a dos pelotones de la Compañía F a bordo de vehículos de desembarco anfibio mecanizado LVT-5 que se trasladaran para unirse a la Compañía H. Cuando la Compañía H avanzó hacia la posición sospechosa del EVN, se encontraron bajo fuego intenso de ametralladoras, morteros y cohetes disparados desde el otro lado de un arroyo en la aldea de Dong Xuan (16°50′37″N 107°07′12″E / 16.8436, 107.120). La Compañía H se retiró para esperar la llegada de los refuerzos de la Compañía F. El pelotón de reconocimiento y dos blindados M48 también fueron enviados como refuerzos. : 294–5 
Los Marines efectuaron ataques aéreos y de artillería que, según se informó, habrían destruido tres puestos de ametralladoras del EVN, y la Compañía H cruzó el arroyo 400 metros al noroeste de Dong Xuan. La Compañía F, que viajaba en AMTRAC, cruzó el arroyo al oeste de la Compañía H y se posicionó para atacar Dai Do. A las 14:00, ambas compañías lanzaron su ataque y a las 15:00 la Compañía H había asegurado Dong Xuan. El ataque de la Compañía F contra Dai Do se detuvo a unos 300 metros de distancia de la aldea, el fuego de rifles sin retroceso había destruido dos AMTRAC, mientras que el fuego de mortero y ametralladora había detenido el avance de la infantería. Un intento de reforzar la Compañía F aterrizando en las cercanías de la Compañía G se detuvo cuando las fuerzas del EVN atacaron la zona de aterrizaje de la Compañía G cerca de Lam Xuan. A las 16:25, la Compañía B del 1.º Batallón del 3.º Regimiento de Marines a bordo de AMTRAC desembarcaron al sur de An Loc al amparo de lanchas cañoneras de la Fuerza de Tarea Clearwater. La Compañía B fue recibida por un intenso fuego que destruyó un AMTRAC e inutilizó otro. No obstante, la Compañía B capturó la mitad de la aldea de An Loc hasta que su avance se detuvo y su comandante murió. El comandante del 1.º Batallón AMTRAC, el coronel Hull, ordenó a la Compañía F que se retirara de Dai Do y se uniera a la Compañía H en Dong Xuan para que los marines solo tuvieran dos perímetros que defender durante la noche. Esa noche, el EVN exploró la posición de la Compañía F y H en Dong Xuan, pero fue disuadido por la artillería de los Marines. Las pérdidas de los Marines durante el día fueron 16 muertos, mientras que las pérdidas del EVN ascendió a 90 muertos. : 294–7 
El comandante del 2.º Batallón del 4.º Regimiento de Marines, el teniente coronel William Weise, consideró que se proporcionaron recursos inadecuados para el ataque a Dai Do, tanto en términos de hombres como de apoyo aéreo y de artillería. El general de división Rathvon M. Tompkins, comandante de la 3.ª División de Marines, no podía estar seguro de si este era el principal impulso de la Ofensiva de Mayo a lo largo de la Zona Desmilitarizada o una distracción para un ataque más grande que aún estaba por llegar. Sin embargo, a finales de abril estaba claro que el EVN tenía la intención de atacar la base Dong Ha o moverse a través del área y atacar Quang Tri. Con limitadas reservas de Marines disponibles, Tompkins solicitó refuerzos del ejército al comandante de la I Fuerza de Campo, el teniente general William B. Rosson, quien envió al 3.º Batallón del 21.º Regimiento de Infantería a una zona de aterrizaje al norte de Dong Ha en la mañana del 1 de mayo. : 297–9 
En la mañana del 1 de mayo, las patrullas de la Compañía B en An Loc descubrieron que el EVN había abandonado la aldea durante la noche. Fuera de la aldea vieron a un grupo de aproximadamente 60 soldados del EVN que se movían a través de los arrozales al norte de An Loc y abrieron fuego contra ellos en lo que se describió como una «caza de pavos». Mientras continuaba el fuego de artillería contra Dai Do, a las 10:00, la Compañía G y dos blindados M48 fueron desembarcados en An Loc mediante lanchas de desembarco y se movieron hacia el oeste a través de las posiciones de la Compañía B para atacar Dai Do. La Compañía G fue recibida por un intenso fuego de fuerzas del EVN atrincheradas y tuvo que destruir cada búnker uno por uno, llegando finalmente al norte de Dai Do a las 14:00, después de haber sufrido fuertes pérdidas y quedar con ambos blindados inmovilizados. Luego, el EVN contraatacó desde el norte y el oeste de Dai Do y desde posiciones desviadas hacia el sur, lo que obligó a la Compañía G a retirarse y establecer un perímetro al este de Dai Do. 
Una gran fuerza del EVN, incluyendo un equipo observador de artillería, fue detectada en la fracción de Truc Kinh (16°51′11″N 107°06′14″E / 16.853, 107.104), tres kilómetros al nordeste de Dai Do y se dirigieron ataques aéreos contra ella, lo que provocó una disminución en la efectividad del fuego de artillería del EVN. La Compañía F en Dong Xuan intentó moverse hacia el sur para apoyar a la Compañía G, pero fue detenida por el fuego del EVN y regresó a Dong Xuan. A las 17:00, la Compañía B en An Loc recibió la orden de moverse hacia el oeste para apoyar a la Compañía G, pero fue detenida por el fuego del EVN que hirió al comandante de la compañía de reemplazo. La Compañía B recibió la orden de regresar a An Loc, donde se unió con la Compañía E, que había marchado hacia el sur por la Carretera 1 y luego hacia el noreste a través del arroyo. Las pérdidas de los Marines de ese día fueron 24 muertos, mientras que las pérdidas del EVN fueron 91 muertos y 2 capturados. : 299–301 
A las 05:00 del 2 de mayo, la Compañía E atacó al noreste desde An Loc hacia la posición de la Compañía G, cerca de Dai Do, ante el intenso fuego del EVN. Mientras tanto, la Compañía G atacó las posiciones de EVN en el sur de Dai Dao, destruyendo búnkeres con granadas de fósforo blanco, cargas Satchel y M72 LAW. A las 09:30, las compañías E y G habían asegurado Dai Do. Con Dai Do asegurado, los Marines trataron de exprimir al EVN en una táctica de yunque y martillo: mientras que un batallón mecanizado del ESN aseguraría las aldeas de Dong Lai y Thong Nghia (16°50′46″N 107°05′59″E / 16.846, 107.0996) y establecería posiciones de bloqueo, los Marines atacarían al noroeste para tomar las aldeas de Dinh (16°50′38″N 107°06′23″E / 16.844, 107.1064) y Thuong Do (16°50′46″N 107°06′14″E / 16.846, 107.104). : 301–2 
A las 13:00, la Compañía H atacó al noroeste desde Dai Do hacia Dinh To frente a un intenso fuego del EVN que detuvo su avance a través de la aldea, entonces el EVN contraatacó y el comandante de la compañía comunicó por radio que estaba en peligro de ser asaltado. La Compañía E, aunque contaba con solo 30 hombres, inmediatamente se puso en movimiento para apoyar a la Compañía H, avanzando hacia las defensas del EVN hasta que un gran contraataque del EVN detuvo su avance y amenazó con abrumarlos. Ambas compañías recibieron la orden de regresar a Dai Do al amparo de los ataques aéreos de la Armada. Hull se puso en contacto con el batallón mecanizado del EVS que ahora estaba al oeste de Dai Do y se acordó que avanzarían un kilómetro al norte hasta Thong Nghia mientras los marines reanudaban su ataque contra Dinh To. A las 16:00 horas se reanudó el ataque a Dinh To con la Compañía G (ahora reducida a 40 hombres) a la cabeza, seguida de la Compañía F (80 hombres). La Compañía G atravesó Dinh To, ahora ligeramente defendida, y había llegado a las afueras de Thuong Do cuando fue detenida por el fuego del EVN desde el otro lado del arroyo, al que aún no había llegado el EVS. Mientras tanto, la Compañía F, avanzando un poco más hacia el este se había encontrado con un intenso fuego del EVN y se separó de la Compañía G. El EVN contraatacó luego en Thuong Do y la Compañía G se defendió rodeada por un muro de fuego de artillería de la Armada, retirándose finalmente para encontrarse con la Compañía F, y ambas compañías se retiraron a Dinh To y luego a Dai Do. Las pérdidas de los Marines de ese día fueron 40 muertos, mientras que las pérdidas del EVN fueron casi 380. : 302–3 

Mañana del 30 de abril. Ataques de las compañías H y F.
Tarde del 30 de abril. Asalto de la Compañía B, An Lac.
1 de mayo. Ataques de las compañías G y B, regreso de la Compañía E.
2 de mayo. Ataque de la Compañía H. Rescate por la Compañía E. Contraataques enemigos.

## Consecuencias
En la mañana del 3 de mayo, la EVN había abandonado en gran parte la zona de Dai Do. El 1.º Batallón del 3.º Regimiento de Marines relevó al 2.º Batallón del 4.º Regimiento y barrieron Dinh To y Thuong Do sin encontrar resistencia. Los Marines habían tenido 81 bajas mortales en la batalla, mientras que la EVN había alcanzado los 600 muertos. El comandante de la Compañía E, el capitán James E. Livingston y el comandante de la Compañía G, el capitán Jay R. Vargas, recibieron la Medalla de Honor por sus acciones durante la batalla, mientras que el comandante Weise del 2.º Batallón del 4.º Regimiento de Marines recibió la Cruz de la Armada. El ESV había tenido 5 bajas mortales y había provocado 39 al EVN en su avance hacia Thong Nghia. : 303–4 
El EVN nunca ha hecho pública sus bajas en la batalla de Dai Do, pero se adjudicó la victoria afirmando que habían derrotado a 3 batallones de Marines y elementos de la inexistente 73.ª Brigada de Caballería Aérea de los Estados Unidos el 2 de mayo, matando a más de 500 estadounidenses. : 549–50 
Max Hastings describió Dai Do en 2018 como un «acto de locura sostenida», culpando a Hull y Tompkins por no apreciar la situación táctica y continuar con costosos ataques frontales el 1 y 2 de mayo. Weise declaró: «No creo que Tompkins se haya dado cuenta de lo que estaba pasando». : 550 